# Alice Neven DuMont
Johanna Josefine Maria Alice Neven DuMont (geborene Minderop, * 19. April 1877 in Köln; † 23. August 1964 ebenda) war eine deutsche Frauenrechtlerin, Lokal- und Sozialpolitikerin. Sie war Mitbegründerin des Stadtverbandes Kölner Frauenvereine und Förderin von zahlreichen sozialen und kulturellen Projekten in Köln. Von 1919 bis 1933 war sie Zweite Vorsitzende des Stadtverbandes Kölner Frauenvereine. Von 1930 bis 1931 vertrat sie die Deutsche Volkspartei im Preußischen Provinziallandtag.
Nach dem Zweiten Weltkrieg gehörte sie 1953 zu den Neugründerinnen der Kölner GEDOK.

## Leben und Wirken
Alice Minderop wurde am 19. April 1877 als einzige Tochter von Emilie Roeder (1856–1941) und Heinrich Minderop (1842–1923) geboren.
Nach ihrer Hochzeit mit Alfred Neven DuMont engagierte sich Alice Neven DuMont in verschiedenen Kölner Vereinen. Während des Ersten Weltkrieges war sie in der Nationalen Frauengemeinschaft aktiv. Sie initiierte zahlreiche soziale Projekte, insbesondere um die Not von Kriegsversehrten und Witwen mit ihren Kindern zu lindern.
Bereits 1909 war sie eine der Mitbegründerin des Stadtverbandes Kölner Frauenvereine. 1919 übernahm den Zweiten Vorsitz des Stadtverbandes. Ab 1925 organisierte sie die Öffentlichkeitsarbeit des Stadtverbandes: die Verbandszeitung erschien von November 1925 bis Mai 1933 als Beilage des Kölner Stadt-Anzeigers, den ihr Ehemann herausgab. In den Jahren 1926 und 1927 übernahm sie den Vorsitz des rheinisch-westfälischen Frauenverbandes, des überregionalen Zusammenschlusses der Stadtverbände.
1929 wurde der Kölner Interessenverband der Gemeinschaft Deutscher und Oesterreichischer Künstlerinnenvereine aller Kunstgattungen (GEDOK) gegründet. Alice Neven DuMont übernahm den ersten Vorsitz des Kölner GEDOK. Ab 1930 war sie als Fachbeirätin für die Fachgruppe Literatur bzw. Schrifttum in der Kölner GEDOK tätig.
In den Jahren 1930/31 wurde sie als Abgeordnete für die nationalliberale Deutsche Volkspartei in den Preußischen Provinziallandtag gewählt.
Nach der Machtergreifung der Nationalsozialisten wurden zahlreiche jüdische Künstlerinnen und Politikerinnen, unter anderem Else Falk und Hertha Kraus gezwungen, den langjährigen Vorsitz von Kölner Vereinen niederzulegen. Alice Neven DuMont übernahm am 22. März 1933 von Else Falk den Vorsitz des Stadtverbandes Kölner Frauenvereine. Nachdem die Gaufrauenschaftleiterin Martha von Gelinck angekündigt hat, im Juli 1933 den Stadtverband "gleichzuschalten", löste sich am 22. Mai 1933 der Dachverband mit allen angeschlossenen Ortsverbänden auf. Als Folge der Sitzung aller Kölner Frauenvereine am 8. Juli 1933 unter Vorsitz von Martha von Gelinck stellte Alice Neven DuMont für den Müttererholungsvereins, dem sie auch vorstand, am 18. Juli 1933 den Antrag auf Eingliederung in die NS-Frauenschaft. Nachdem Else Falk und Margarete Tietz auch den Vorsitz der Kölner GEDOK niederlegen mussten, übernahm Alice Neven DuMont auch wieder den Vorsitz dieses Vereins.
Im April 1934 wurde sie von Martha von Gelinck aufgefordert, den Vorsitz des Kölner GEDOK niederzulegen.

„Nach reiflicher Überlegung muss ich Ihnen leider mitteilen, daß mir unter Ihrem Vorsitz die Arbeit der GEDOK, die ja jetzt dem Frauenwerk angegliedert ist, und somit letzten Endes mir untersteht, nicht in dem Maße gewährleistet scheint, wie es im nationalsozialistischen Sinne erwünscht ist. Ich bitte Sie deshalb darum, den Vorsitz der GEDOK niederzulegen.“

Von Gelinck bat die Leiterin der Reichs-GEDOK, Elsa Bruckmann, mit der Neubesetzung des Vorsitzes. Nachdem Lotte Scheibler (1935/1936) und Alexe Altenkirch (1936–1939) die Funktion der Vorsitzenden der Kölner GEDOK übernommen hatten, wurde Alice Neven DuMont 1939 erneut für ein Jahr gewählt und 1940 von Irma Brandes abgelöst.
Um den ständigen Bombenangriffen auf Köln zu entfliehen, verbrachte Neven DuMont die letzten Kriegsmonate in Starnberg bei ihrem Sohn Kurt, der die Tochter von Franz von Lenbach Gabriele geheiratet hatte.
Nach dem Zweiten Weltkrieg führte sie Das Lädchen, die 1922 von Rosa Bodenheimer und Adele Meurer gegründete Verkaufsstelle des Frauenvereins für Verkaufsvermittlung von Wertgegenständen aus Privatbesitz weiter. Am 21. Juli 1953 gehörte sie neben Paula Haubrich, Lotte Scheibler, Margarete Zanders, Edith Mendelssohn Bartholdy, Else Lang zu den Initiatorinnen der Neugründung der Kölner GEDOK, zu deren Ehrenmitglied sie am 2. März 1955 ernannt wurde.
Für ihr sozialpolitisches und kulturelles Engagement wurde sie 1957 mit dem Bundesverdienstkreuz 1. Klasse ausgezeichnet.

## Privatleben

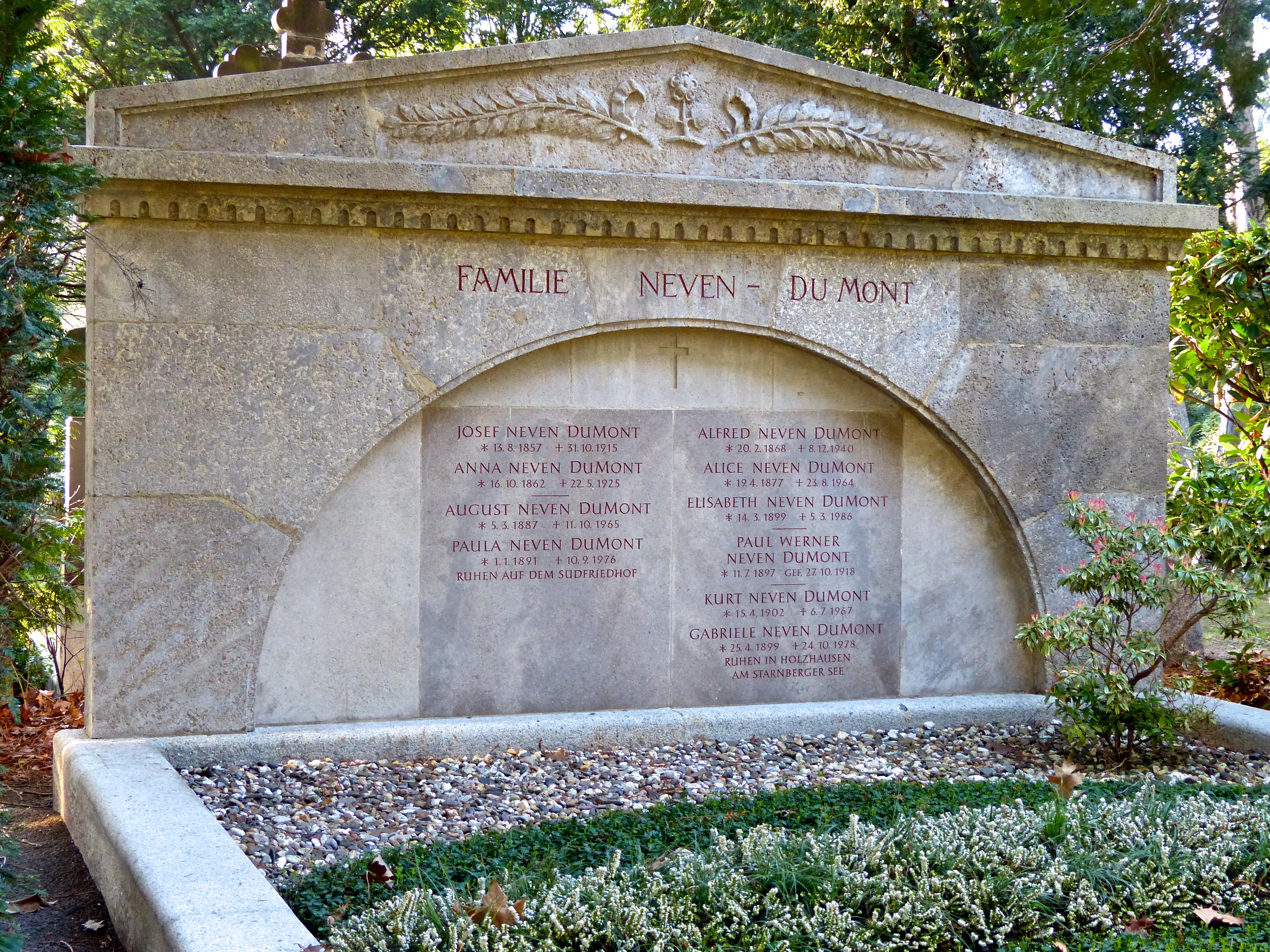
Familiengrab Neven DuMont auf dem Friedhof Melaten

Am 25. Juli 1896 heiratete sie den Verleger der Kölnischen Zeitung und des Kölner Stadt-Anzeigers, den Kommerzienrat Alfred Eduard Maria Johann Neven DuMont. Das Paar hatte vier Kinder: Paul Werner Josef Emil (* 1897), Elisabeth Henriette Christine (* 1899), Kurt Robert Hugo Aloisius (* 1902) und Hildegard Emilie Margarethe (* 1904).
Der älteste Sohn Paul Werner starb im Ersten Weltkrieg am 27. Oktober 1918 in Rilly-la-Montagne.
Die Familie Neven DuMont wohnte im Kölner Stadtteil Marienburg. Nach ihrem Tod wurde Alice Neven DuMont auf dem Kölner Melaten-Friedhof (Flur 63 A) im Familiengrab Neven DuMont, neben ihrem Mann und ihrem Sohn Paul Werner begraben.

## Soziales und politisches Engagement (Auswahl)
- Stadtverband Kölner Frauenvereine (Mitbegründerin, Zweite Vorsitzende)
- Nationale Frauengemeinschaft (Mitglied)
- Deutsche Gesellschaft für Mutter- und Kindesrecht (Vorsitzende)
- Verein zur Vermittlung von Heimarbeit (Vorsitzende)
- Kölner Hilfsverein für Wöchnerinnen, Säuglinge und Kranke (Vorsitzende)
- Müttererholungsverein (Vorsitzende)
- Ortsverein der GEDOK (Vorsitzende)
- Frauenverein für Verkaufsvermittlung von Wertgegenständen aus Privatbesitz e.V.
- Deutsche Volkspartei (Mitglied, Ortsvorstand Köln)